# Anton Marcko

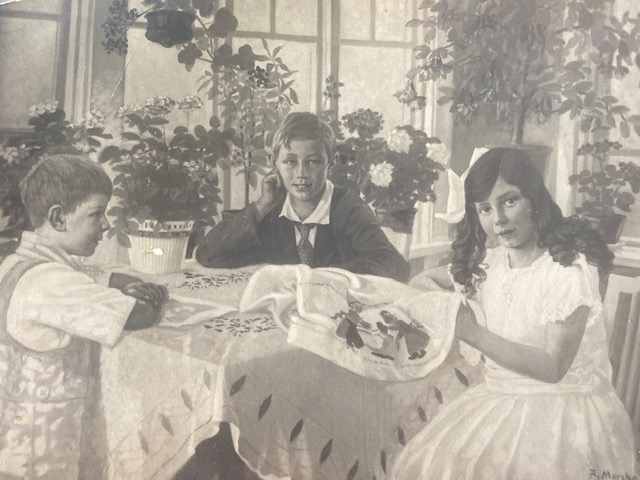

Anton Fredrik Nilsson Marcko, född 6 september 1868 i Malmö, död 25 april 1930 i Norrköping, var en svensk tecknare och fotograf.
Han var från 1902 gift med Elin Charlotta Lindholm och far till Bert Marcko. Han studerade vid Tekniska skolan i Stockholm 1890 och vid Konstakademien 1890-1892. På ett studiestipendium från kommerskollegium reste han 1893 till Amerika där han i New York delade ateljé med skulptören Charles Friberg. Han återvände till Sverige 1897 och bosatte sig i Östergötland. Tillsammans med sin fru ställde han ut i Norrköping 1911 och han medverkade i samlingsutställningar med Östgöta konstförening. Hans konst består av porträtt och genremålningar utförda i olja, pastell eller kol. I samband med Konst- och industriutställningen 1906 fick paret Marcko förtroendet att göra en detaljerad bild av staden. Resultatet blev Norrköping i fågelperspektiv (1906), målad i akvarell. Paret satt högst upp i det nybyggda vattentornet i Ektorp strax utanför stadskärnan och tecknade det detaljerade verket. För att få rätt antal fönster på byggnaderna lät de barnen springa ner till innerstaden för att räkna. Flera litografier av målningen hänger i offentliga byggnader i staden, bl a Norrköpings Stadsbibliotek. Originalet i familjens ägo. 